# Leon Wydżga
Leon Wydżga herbu Jastrzębiec – podwojewodzi wołyński, sędzia buski w latach 1774–1778, pisarz buski w latach 1765–1770, podstoli grabowiecki w 1765 roku, łowczy buski w latach 1759–1765, regent grodzki grabowiecki w 1759 roku, skarbnik horodelski w latach 1758–1759, sędzia kapturowy i rotmistrz województwa bełskiego w 1764 roku.
Marszałek sejmiku przedsejmowego województwa bełskiego w 1762 roku. Był elektorem Stanisława Augusta Poniatowskiego w 1764 roku z województwa bełskiego.